# Eligia Bąkowska
Eligia Bąkowska (ur. 1 grudnia 1907 w Stanisławowie, zm. 22 maja 1994 w Warszawie) – polska tłumaczka literatury pięknej, redaktor, nauczycielka.

## Życiorys
Córka Mariana. Ukończyła studia na Wydziale Humanistycznym Uniwersytetu Jana Kazimierza we Lwowie (kierunki: filologia polska, filologia romańska). Po wojnie była tłumaczką literatury francuskiej i redaktorem w redakcji romańskiej Spółdzielni Wydawniczej „Czytelnik”. Mieszkała w Warszawie.
W styczniu 1976 roku podpisała list protestacyjny do Komisji Nadzwyczajnej Sejmu PRL przeciwko zmianom w Konstytucji Polskiej Rzeczypospolitej Ludowej.
Zmarła w Warszawie, pochowana na cmentarzu komunalnym Północnym (kwatera O-II-5-1-8).

## Tłumaczenia (wybór)
- Jean Sulivan, Po stronie cienia (Instytut Wydawniczy „Pax” 1965)
- Jean d’Ormesson, Chwała cesarstwa (Czytelnik 1975)
- Gabrielle Rolin, Ostatnie słowo (Czytelnik 1975)
- Guy de Maupassant, Iwetta (Wyd. 2: Książka i Wiedza 1976)
- André Chastel, Sztuka włoska (Wydawnictwa Artystyczne i Filmowe 1978)
- Michel Richard, Życie codzienne hugonotów od edyktu nantejskiego do Rewolucji Francuskiej (Państwowy Instytut Wydawniczy 1978)
- Pierre Riché, Życie codzienne w państwie Karola Wielkiego (Państwowy Instytut Wydawniczy 1979)
- Marcel Simon, Cywilizacja wczesnego chrześcijaństwa I–IV w. (Państwowy Instytut Wydawniczy 1979, 1981, ISBN 83-06-00598-8; 1992, ISBN 83-06-02265-3)
- Teofil Gautier, Stopa mumii i inne opowiadania fantastyczne /(przeł. wespół z Krystyną Dolatowską i Janem Parandowskim; ilustr. Stasys Eidrigevičius; Państwowy Instytut Wydawniczy 1980, ISBN 83-06-00353-5)
- Régine Pernoud, Alienor z Akwitanii (Seria: „Biografie Sławnych Ludzi”; Państwowy Instytut Wydawniczy 1980, ISBN 83-06-00390-X; 1997, ISBN 83-06-02624-1)
- Marc Bloch, Społeczeństwo feudalne (Seria: „Klasycy Historiografii”; Państwowy Instytut Wydawniczy 1981, wstępem poprzedził Andrzej Feliks Grabski, ISBN 83-06-00613-5; 2002, przedmową opatrzył Henryk Samsonowicz, ISBN 83-06-02865-1)
- Jean Paul Couchoud, Sztuka francuska [t. I–II] (Wydawnictwa Artystyczne i Filmowe 1981, ISBN 83-221-0107-4; 1985, ISBN 83-221-0107-4)
- Patrick Modiano, Ulica Ciemnych Sklepików (Czytelnik 1981, ISBN 83-07-00468-3)
- Michel Mollat, Średniowieczny rodowód Francji nowożytnej XIV–XV wiek (Państwowy Instytut Wydawniczy 1982, ISBN 83-06-00722-0)
- Régine Pernoud, Heloiza i Abelard (Seria: „Biografie Sławnych Ludzi”; Państwowy Instytut Wydawniczy 1982, ISBN 83-06-00690-9; 1992, ISBN 83-06-02248-3)
- Pamiętniki Filipa Pawła de Ségura, adiutanta Napoleona (przeł. z fr. Emilia Leszczyńska, przejrzała i uzup. Eligia Bąkowska; wyd. 2: Wydawnictwo Ministerstwa Obrony Narodowej 1982, ISBN 83-11-06762-7; 1987, ISBN 83-11-07438-0)
- Michel Tournier, Parking „Konwalia” i inne opowiadania (Państwowy Instytut Wydawniczy 1983)
- André Malraux, Przemiana bogów. Nadprzyrodzone (Krajowa Agencja Wydawnicza 1985, ISBN 83-03-00751-3)
- Léo Moulin, Życie codzienne zakonników w średniowieczu: (X–XV wiek) (Państwowy Instytut Wydawniczy 1986, ISBN 83-06-01327-1; 1997, ISBN 83-06-02601-2)
- Jean Delumeau, Cywilizacja Odrodzenia (Państwowy Instytut Wydawniczy 1987, ISBN 83-06-01194-5; 1993, ISBN 83-06-02304-8)
- Louis Frédéric, Życie codzienne w Japonii u progu nowoczesności: (1868–1912) (Państwowy Instytut Wydawniczy 1988, ISBN 83-06-01689-0)
- Philippe Aries, Człowiek i śmierć (Państwowy Instytut Wydawniczy 1989, ISBN 83-06-01683-1; 1992, ISBN 83-06-02240-8)
- Pierre Chaunu, Cywilizacja wieku Oświecenia (Państwowy Instytut Wydawniczy 1989, ISBN 83-06-01336-0; 1993, ISBN 83-06-02339-0)
- Jean-Paul Crespelle, Montparnasse w latach 1905–1930 (Państwowy Instytut Wydawniczy 1989)
- Régine Pernoud, Królowa Blanka (Państwowy Instytut Wydawniczy 1989, ISBN 83-06-01432-4)
- Frédéric Mauro, Życie codzienne w Brazylii za czasów Pedra II 1831–1889 (Państwowy Instytut Wydawniczy 1993, ISBN 83-06-02116-9)
- Georges Simenon, Maigret i widmo (Czytelnik 1993, ISBN 83-07-02305-X)
- Paul Zumthor, Wilhelm Zdobywca (Seria: „Biografie Sławnych Ludzi”; Państwowy Instytut Wydawniczy 1994, ISBN 83-06-02379-X)
- Jean d’Ormesson, My, z łaski Boga (wespół z Małgorzatą Hołyńską; Czytelnik 1995, ISBN 83-07-02337-8)
- Jean Delumeau, Historia raju: ogród rozkoszy (Państwowy Instytut Wydawniczy 1996, ISBN 83-06-02434-6)
- Jacques Le Goff, Inteligencja w wiekach średnich (Seria: „La Nouvelle Marianne”; Volumen, Bellona 1997, ISBN 83-86857-30-7, ISBN 83-11-08780-6)
- Philippe-Paul hr. de Ségur, Byłem adiutantem Napoleona (tłum. z 1912 r. Emilii Leszczyńskiej, przejrz. i uzup. przez Eligię Bąkowską; Seria: „Biblioteka Bestsellerów Bellony”; Bellona 2004, ISBN 83-11-09815-8)

## Odznaczenia i nagrody
- Medal 10-lecia Polski Ludowej (1954)[1]
- Nagroda literacka ZAiKS-u dla tłumaczy (1986)[4]